# آبتاز

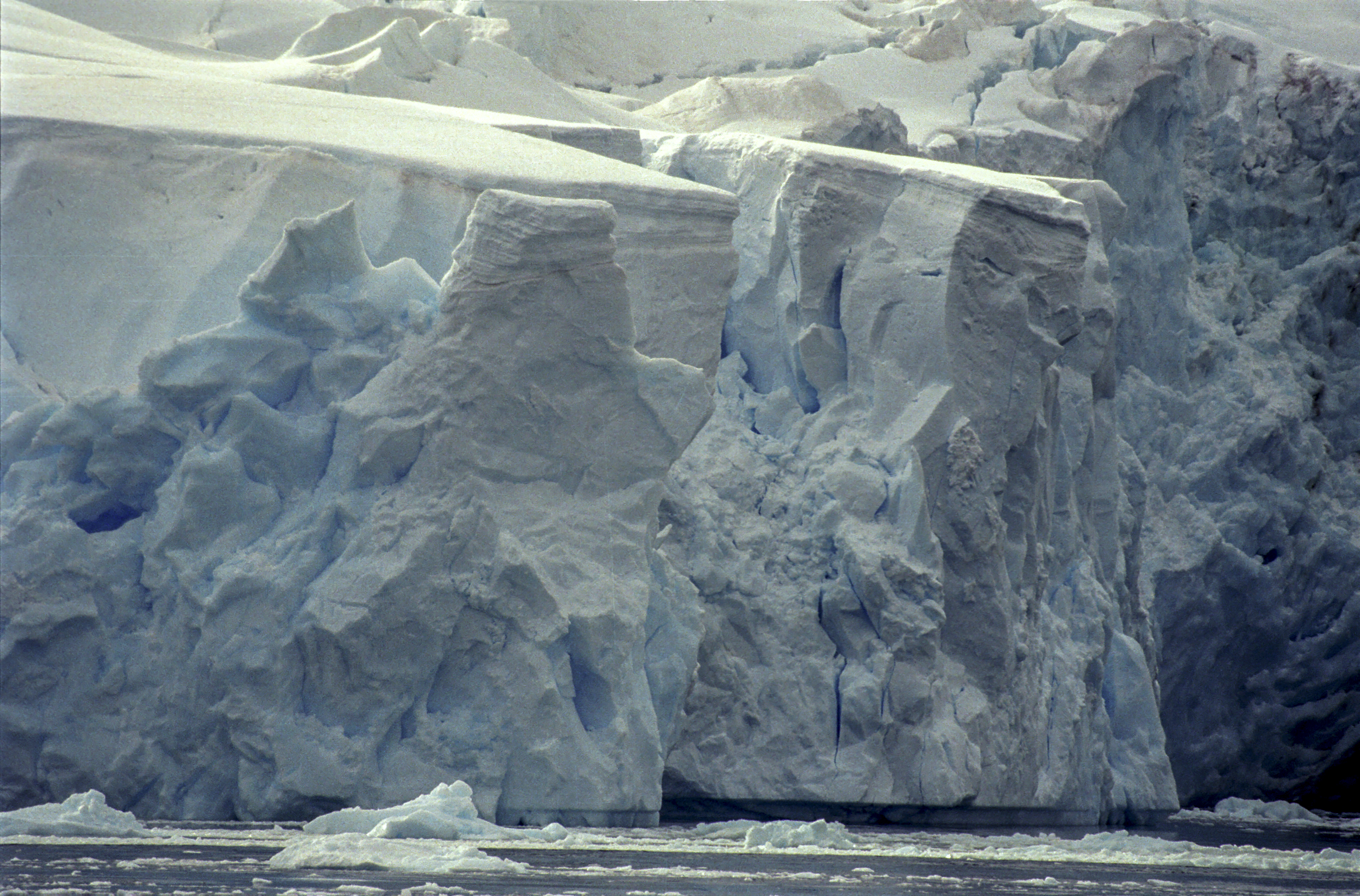
ذوب شدن یخ در قطب جنوب

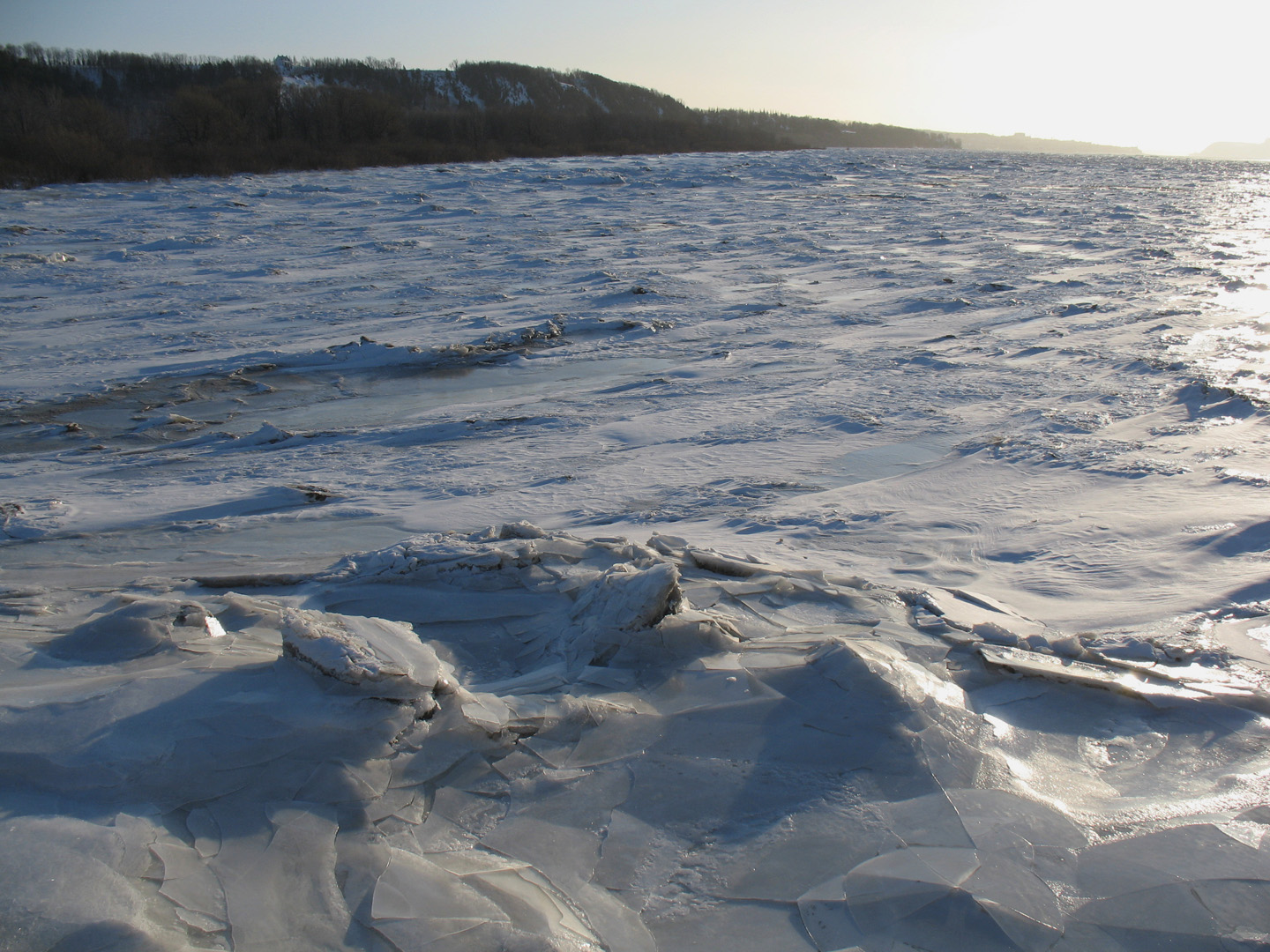
آبتاز در آیسلند

آبتاز (به انگلیسی: Debacle)، آب یخ در رودخانه، درهم شکستن یخ رودخانه.
اصطلاحی که در زمان کنونی کم بکار می‌رود، برای درهم شکستن بهاره یا تابستانه یخی که ظرف فصل زمستان در روی رودخانه تشکیل می‌شود.

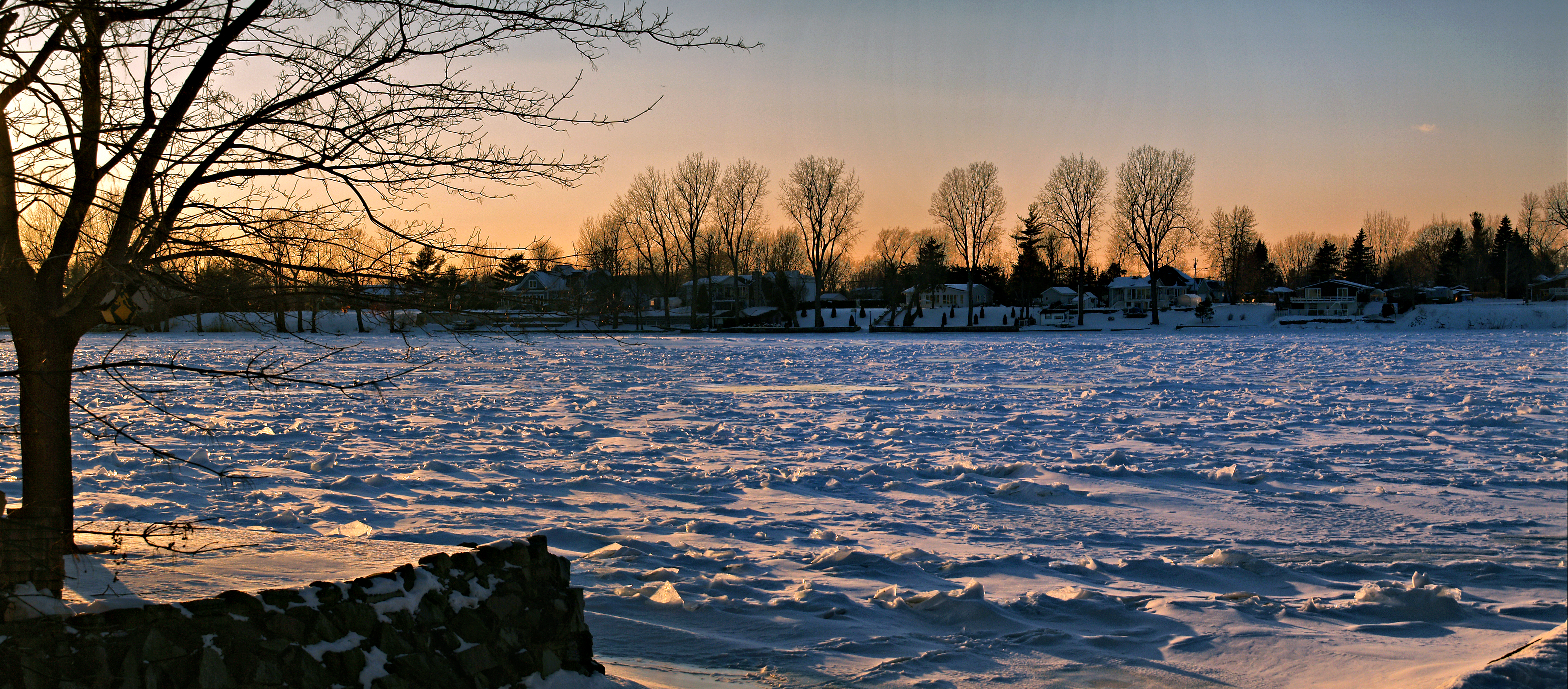
آبتاز